# Línguas eslavas meridionais
As línguas eslavas meridionais formam um dos três ramos da família linguística eslava. Atualmente são faladas por cerca de 30 milhões de pessoas, principalmente na região dos Bálcãs. Seus falantes estão separados geograficamente dos falantes dos outros dois ramos do eslavo, o ocidental e o oriental, por um cinturão formado por falantes do alemão, húngaro e romeno.
O primeiro idioma eslavo meridional a ser escrito, considerado o primeiro idioma eslavo, era o dialeto falado no século IX em Tessalônica, na atual Grécia, que recebe hoje em dia o nome de antigo eslavônico eclesiástico. Este idioma ainda é utilizado como língua litúrgica em algumas igrejas ortodoxas, na forma das diferentes tradições locais do eslavônico eclesiástico.

## Classificação
As línguas eslavas meridionais formam um contínuo dialetal. O sérvio, o croata, o bósnio e o montenegrino constituem um único dialeto dentro deste continuum.
- Seção oriental
  - Macedônio - (código ISO 639-1: mk; código ISO 639-2(B): mac; código ISO 639-2(T): mkd; códigocódigo SIL: mkd)
  - Búlgaro - (código ISO 639-1: bg; código ISO 639-2: bul; código SIL: bul)
  - Antigo eslavônico eclesiástico - extinto (código ISO 639-1: cu; código ISO 639-2: chu; código SIL: chu)
- Seção ocidental
  - Eslovena (código ISO 639-1: sl; código ISO 639-2: slv; código SIL: slv)
  - Croata (código ISO 639-1: hr; código ISO 639-2/3: hrv; código SIL: hrv)
  - Bósnio (código ISO 639-1: bs; código ISO 639-2/3: bos; código SIL: bos)
  - Sérvio (código ISO 639-1: sr; código ISO 639-2/3: srp; código SIL: srp)
  - Montenegrino (não foi completamente padronizado, porém tem status oficial e uma ortografia publicada padrão em Montenegro)

### Pré-história linguística
As línguas eslavas pertencem ao grupo balto-eslavo, que por sua vez pertence à família linguística indo-europeia. A família de línguas eslavas meridionais tradicionalmente foi considerada por si só um nódulo genético do ramo da Eslavística, definido estritamente por um conjunto exclusivo de inovações fonológicas, morfológicas e léxicas (isoglossas) que a separam dos grupos eslavos oriental e ocidental. Esse ponto de vista, no entanto, vem sendo questionado nas últimas décadas.
Algumas das inovações que cobrem todos os idiomas eslavos meridionais também são partilhadas com o grupo eslavo oriental (embora não com o ocidental). Elas incluem:
1. Aplicação consistente da segunda palatalização eslava antes do */v/ proto-eslavo
2. Perda do */d/ e do */t/ antes do */l/ proto-eslavo
3. Fusão do */ś/ proto-eslavo (resultante da segunda e da terceira palatalização) com o */s/

Essas inovações podem ser visualizadas na tabela seguinte:
|                                    |                                   | Eslavo meridional              | Eslavo meridional | Eslavo meridional | Eslavo meridional | Eslavo meridional | Eslavo meridional | Eslavo ocidental | Eslavo ocidental | Eslavo ocidental | Eslavo oriental | Eslavo oriental | Eslavo oriental |
| Proto-eslavo tardio (reconstrução) | Proto-eslavo tardio (significado) | Antigo eslavônico eclesiástico | Esloveno          | Croata            | Sérvio            | Búlgaro           | Macedônio         | Tcheco           | Eslovaco         | Polonês          | Bielorrusso     | Russo           | Ucraniano       |
| ---------------------------------- | --------------------------------- | ------------------------------ | ----------------- | ----------------- | ----------------- | ----------------- | ----------------- | ---------------- | ---------------- | ---------------- | --------------- | --------------- | --------------- |
| *gvězda                            | estrela                           | zvězda звѣзда                  | zvezda            | zvijezda          | звездаzvezda      | звезда zvezda     | ѕвезда svezda     | hvězda           | hviezda          | gwiazda          | зорка zorka     | звездаzvezda    | звізда zvizda   |
| *květъ                             | flor, florescer                   | цвѣтъ cvětŭ                    | cvet              | cvijet            | цвет cvet         | цвете tsvete      | цвет cvet         | květ             | kvet             | kwiat            | кветка kvetka   | цвет tsvet      | квітка kvitka   |
| *ordlo                             | arado                             | рало ralo                      | ralo              | ralo              | рало ralo         | рало ralo         | рало ralo         | rádlo            | radlo            | radło            | рало ralo       | рало ralo       | рало ralo       |

Diversas isoglossas foram identificadas que representariam inovações comuns exclusivas do grupo linguístico eslavo meridional. Elas têm um caráter predominantemente fonológico, enquanto as isoglossas morfológicas e sintáticas são em muito menos número.Sussex & Cubberly (2006):43–44 listam as seguintes isoglossas fonológicas:
1. Fusão do yers num som semelhante ao schwa, que se tornou /a/ em croata e sérvio ou que foi dividido de acordo com a qualidade suave/dura da consoante que o antecede, em /o e/ macedônio, ou /ə e/ búlgaro
2. Proto-eslavo */ę/ > /e/
3. Proto-eslavo */y/ > /i/, merging with the reflex of Proto-Slavic */i/
4. As líquidas silábicas proto-eslavas */r̥/ e */l̥/ foram mantidas, porém o */l̥/ acabou por ser perdido subsequentemente em todas as línguas descendentes, com diferentes resultados (> /u/ em croata, > vogal+/l̥/ ou /l̥/+vogal em esloveno, búlgaro e macedônio), e */r̥/ se tornou [ər/rə] em búlgaro. Esse desenvolvimento foi idêntico à perda do yer após uma consoante líquida.
5. O endurecimento das africadas palatais e dentais; ex.: š' > š, č' > č, c' > c.
6. Proto-eslavo */tl/, */dl/ > /l/
7. Forma eslava meridional de metástase líquida (CoRC > CRaC, CoLC > CLaC etc.)

A maior parte dessas mudanças não são, no entanto, exclusivas às línguas eslavas meridionais, e são compartilhadas com alguns dos idiomas pertencentes aos grupos eslavos oriental e ocidental, em especial os dialetos eslovacos centrais. Com base nisso, Matasović (2008) argumenta que o eslavo meridional existe unicamente como um agrupamento geográfico, sem formar um ramo genético verdadeiro - nunca houve, por exemplo, uma língua proto-eslava meridional, ou um período no qual todos os dialetos eslavos meridionais exibiam um conjunto exclusivo de mudanças fonológicas, morfológicas ou léxicas (isoglossas) exclusivas. Além disso, segundo Matasovć, nunca tampouco haveria existido um período de união cultural ou política no qual o proto-eslavo meridional poderia ter existido e no qual inovações comuns aos eslavo meridional poderiam ter ocorrido. Diversos padrões léxico-morfológicos exclusivos dos idiomas eslavos meridionais propostos podem representar arcaísmos do eslavo comum, ou são compartilhados com outros dialetos eslovacos e ucranianos.[carece de fontes?]
Os dialetos eslavos meridionais formam um contínuo dialetal que se estende do sul da Áustria atual até o sudeste da Bulgária. Dialetologicamente se dividem no eslavo meridional ocidental (os dialetos eslovenos e croatas e sérvios) e no eslavo meridional oriental (dialetos búlgaro-macedônios); cada um desses ramos representa migrações diferentes de povos eslavos para a região dos Bálcãs e já foram separados por populações de húngaros, romenos e albaneses; na medida em que essas populações estrangeiras foram assimiladas à população eslava, no entanto, o eslavo meridional ocidental e oriental fundiram-se, com o torlakiano representando um dialeto de transição. Por outro lado, o processo de liberação nacional dos diversos povos locais dos impérios otomano e austro-húngaro, a que se seguiu a formação de nações-estado nos séculos XIX e XX, levou ao desenvolvimento e à codificação de línguas-padrão nacionais. Esses processos terminaram, em sua maior parte, no final do século XX, após a fragmentação da Iugoslávia, e apenas a questão do montenegrino ainda ficou por ser resolvida.

Continuum de dialetos eslavos do sul com grupos de dialetos primários

### Classificação dialetal
- Línguas eslavas meridionais
  - Oriental
    - Dialetos búlgaros e macedônios (búlgaro padrão, macedônio padrão)

  - Transicional
    - Dialeto torlakiano[3]
      - Subdialeto de Prizren-Morávia do Sul (ekaviano), na Bulgária, Sérvia, Kosovo e Macedônia;
      - Subdialeto Svrljig-Zaplanje (ekaviano), na Bulgária e na Sérvia;
      - Subdialeto Timok-Lužica (ekaviana) na Sérvia e Bulgária;
      - Subdialeto Belogradčik (ekaviana) na Bulgária.

  - Ocidental
    - Dialeto shtokaviano
      - Subdialeto de Šumadija-Vojvodina (ekaviano) na Sérvia;
      - Subdialeto de Kosovo-Resava (ekaviano) na Sérvia e Kosovo;
      - Subdialeto de Zeta-Sandžak em Montenegro (Podgorica)
      - Subdialeto de Herzegovina (na Bósnia e Herzegovina (Goražde) e Croácia (Dubrovnik);
      - Subdialeto ijekaviano (bósnio oriental), falado na Croácia (Hrvatska Kostajnica) e pelos croatas que vivem na Bósnia e Herzegovina (Kiseljak, Tuzla bosníaca);
      - Subdialeto ikaviano (na Croácia (Sinj), e pelos croatas em Tomislavgrad (Bósnia e Herzegovina) e croatas na Sérvia (Subotica);
      - Dialeto da Eslavônia (na Croácia Slavonski Brod):
        - Dialeto gradišče (croatas do sul da Áustria e Hungria)
        - Dialeto croata do Molise (croatas da Itália)
        - Dialeto de Caraşova (croatas da Romênia)
        - Dialeeto de Bunjevac (croatas de Subotica, Sérvia);

    - Dialeto tchakaviano:
      - Croata de Burgenland (na Áustria e Hungria)
      - Subdialeto de Buzet (na Croácia)
      - Subdialeto tchakaviano ocidental (na Croácia)
      - Subdialeto ístrio do sudoeste (na Croácia)
      - Subdialeto tchakaviano setentrional (na Croácia)
      - Subdialeto tchakaviano meridional (na Croácia)
      - Subdialeto de Lastovo (na Croácia)

    - Dialeto kajkaviano:
      - Subdialeto de Zagorje-Međimurje (na Croácia)
      - Subdialeto de Križevci-Podravina (na Croácia)
      - Subdialeto de Turopolje-Posavina (na Croácia)
      - Subdialeto de Prigorski (na Croácia)
      - Subdialeto de Donja Sutla (na Croácia)
      - Subdialeto de Goranski (na Croácia)

    - Esloveno litorâneo (Primorsko; Eslovênia ocidental e Adriático)
    - Esloveno de Rovte (Rovtarsko; entre o litorâneo e o carniolano)
    - Alto e Baixo Carniolanos (Gorenjsko & Dolenjsko; central; base do esloveno padrão)
    - Estírio (Štajersko; Eslovênia oriental)
    - Panônio ou prekmuriano (Panonsko; extremo oriente da Eslovênia)
    - Caríntio (Koroško; extremo norte e noroeste da Eslovênia)
    - Resiano (Rozajansko; Itália, a oeste do caríntio)

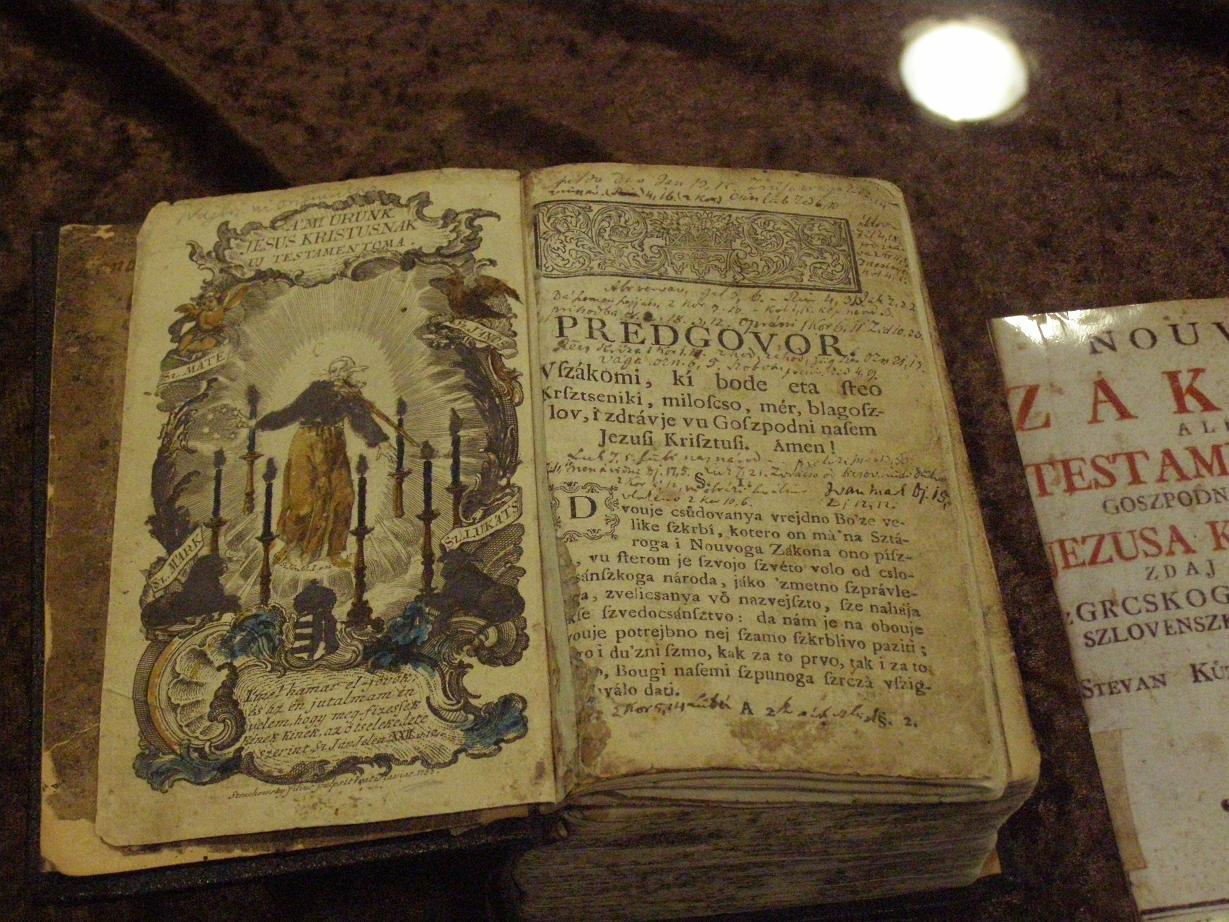
Novo Testamento luterano em prekmuriano, do século XVIII (Nouvi Zákon).